# Германн Лайтнер
Германн Лайтнер (угор. Leitner Hermann, 2 грудня 1901 — 30 квітня 1976) — угорський футболіст, що грав на позиції нападника. Відомий виступами, зокрема, за клуб «Уйпешт», а також національну збірну Угорщини.

## Клубна кар'єра
У вищому дивізіоні чемпіонату Угорщини грав у складі двох команд з міста Уйпешт (нині район Будапешта) — УТШЕ і «Уйпешт». Гравцем основи «Уйпешта» був у сезоні 1925–1926. Фіналіст Кубка Угорщини 1925 року, коли «Уйпешт» у вирішальному матчі поступився МТК з рахунком 0:4.
Загалом у чемпіонаті Угорщини зіграв 52 матчі і забив 8 голів.
| Дата       | Місто    | Господарі | Результат | Гості   | Турнір           | Голи | Примітки |
| ---------- | -------- | --------- | --------- | ------- | ---------------- | ---- | -------- |
| 20/09/1925 | Будапешт | Угорщина  | 1 – 1     | Австрія | товариський матч | -    |          |
| Усього     |          | Матчів    | 1         |         | Голів            | 0    |          |